# 최경복
최경복 (1988년 3월 13일 ~ )은 대한민국의 축구 선수이다.